# Bomba a mano

Schema di una bomba a mano

La bomba a mano oppure granata, nel linguaggio comune, è un'arma da lancio deflagrante e monouso che, dotata di una apposita spoletta, viene utilizzata in scontri militari terrestri ravvicinati.
Essa, mediante la propagazione di schegge metalliche, è progettata per arrecare gravi danni fisici ai militari avversari. Originariamente e ancora oggi nel linguaggio comune, tale tipo di arma era denominata granata verosimilmente per la somiglianza con il frutto del melograno o granata che, similmente alla bomba a mano, è costituito da un contenitore sferico all'interno del quale si trova una grande quantità di grani.

## Storia

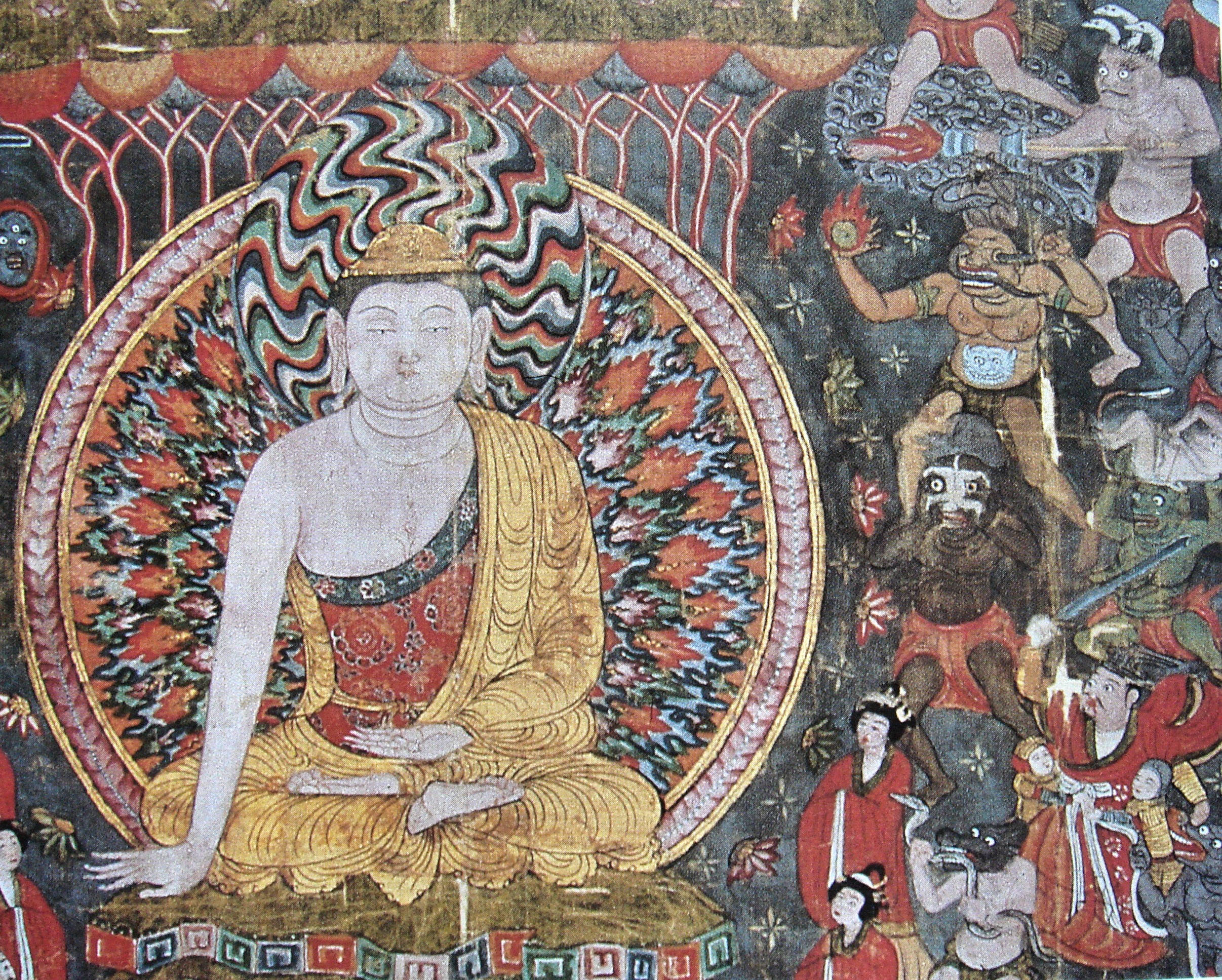
Prima rappresentazione conosciuta di una pistola (una Lancia da fuoco) e una granata (in alto a destra), Dunhuang, X secolo d.C.

La prima granata, conosciuta come Zhen Tian Lei, fu inventata in Cina nel periodo della Dinastia Song (960-1279 d.C.), e consisteva in un contenitore di metallo o ceramica riempito di polvere nera.

La prima descrizione nota delI'antesignano delle moderne bombe a mano risale al 1044 ed è menzionata in un libro militare, il Wujing Zongyao ("Raccolta di classici Militari"), che descrive varie armi da fuoco.

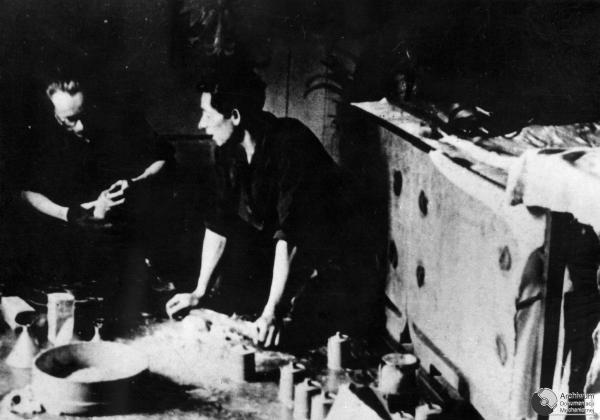
La produzione delle Sidolówka. C'erano bombe a mano in una fabbrica sotterranea della Armia Krajowa presso Leopoli durante la seconda guerra mondiale

I primi gusci in ghisa per le bombe e le granate originari della Cina non apparirono in Europa prima del 1467. In un paio di secoli, i cinesi scoprirono il potenziale esplosivo delle palle di cannone svuotate e riempite di polvere nera. Jiao Yu nel XIV secolo scrisse il libro dell'Huolongjing ("Il manuale del Drago di Fuoco"); questo manoscritto descriveva un primitivo cannone in ghisa dell'era Song, conosciuto come l'"eruttatore della nuvola tuonante e volante" (fei yun pi-li pao). Il manoscritto sosteneva che (traduzione di Wade-Giles):

I gusci (phao) sono fatti in ghisa, grandi come una ciotola e a forma di palla. Dentro contengono mezza libbra di polvere nera 'magica' (shen huo). Vengono spediti in volo verso il campo nemico da un eruttatore (mu phao) e quando arrivano là si ode un suono simile a un tuono, e lampi di luce appaiono. Se dieci di questi gusci sono sparati con successo nel campo nemico, l'intero luogo sarà in fiamme...

Questo brano tratto dall'Huolongjing fu importante anche per la comprensione della bomba a mano cinese nel XIV secolo, poiché procurò descrizioni molto più dettagliate e anche illustrazioni delle granate usate.
È possibile che nel 1643 le 'Grenados' furono usate contro i Gallesi presso l'Holt Bridge durante la guerra civile inglese.
La parola inglese 'grenade' (granata) apparentemente ha origine nella seconda rivoluzione inglese, dove sfere metalliche delle dimensioni di palle da cricket, riempite con polvere nera e provviste di micce a lenta combustione furono usate contro i giacobiti nella Battaglia di Killiecrankie e nella Battaglia di Glen Shiel. Queste granate non erano efficaci (probabilmente perché era necessario un colpo diretto perché la granata facesse effetto) e, come risultato, ebbero scarso impiego.
Tuttavia, la guerra di trincea favorì la diffusione delle granate. In una lettera a sua sorella, il colonnello Hugh Robert Hibbert descrisse una granata improvvisata usata durante la Guerra di Crimea (1854-1856):
Abbiamo una nuova invenzione per infastidire i nostri amici nei loro pozzi. Consiste nel riempire le bottiglie di soda vuote con la polvere nera, vecchi chiodi arrugginiti e qualsiasi altra cosa tagliente e affilata che riusciamo a trovare, inserirvi un pezzo di stoppa come miccia, accenderla e lanciarla velocemente nei pozzi dei nostri vicini dove esplode, con loro grande dispiacere. Puoi immaginare la loro rabbia nel vedere bottiglie di soda arrivare cadendo dentro un buco pieno di uomini con pochissima miccia che brucia ed esplodere rilasciando le schegge che penetrano nelle carni molli.

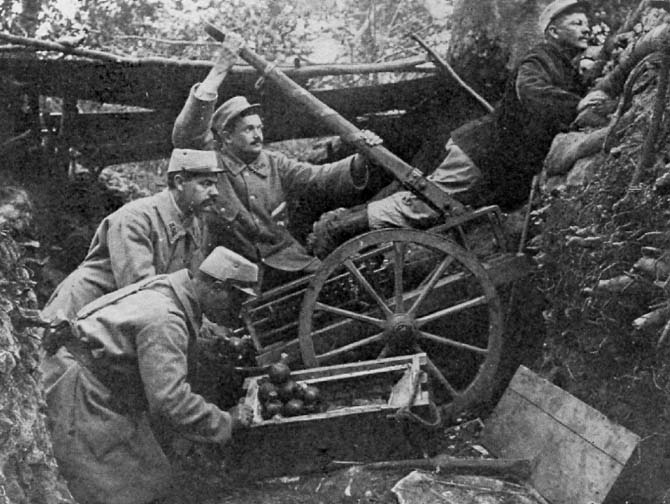
Truppe francesi che usano una catapulta per lanciare le granate durante la prima guerra mondiale.

Nella prima guerra mondiale (1914-1918) gli eserciti avevano soltanto piccole scorte di granate pre-guerra. Come misura provvisoria, le truppe spesso improvvisavano le loro, come le "granate scatoletta di marmellata". Queste furono rimpiazzate quando versioni fabbricate, come la Mills, la prima granata a frammentazione moderna, divennero disponibili alle truppe britanniche. Le Mills Bomb furono sviluppate alla Mills Munitions Factory a Birmingham in Inghilterra, e furono descritte come le prime 'granate sicure'. Circa 75.000.000 granate furono fabbricate durante la prima guerra mondiale.

Esse erano costituite da un cilindro di acciaio riempito di esplosivo con una linguetta di attivazione e una superficie profondamente scanalata. Questa segmentazione era pensata per aiutare la frammentazione e quindi incrementare la pericolosità della granata. Ricerche seguenti mostrarono che la segmentazione non migliorava per nulla la frammentazione. Design di frammentazione migliorati sarebbero stati fatti in seguito con segmenti interni, ma all'epoca sarebbero stati troppo costosi da produrre. La segmentazione esterna dell'originale Mills fu mantenuta, a causa del fatto che procurava una buona superficie prensile. Questo design classico "linguetta e ananas" viene ancora utilizzato in alcune granate moderne.
D'altra parte la M67 di fabbricazione USA ha una superficie liscia, rendendo più facile farla rotolare in una stanza o lanciarla con un angolo quasi piatto come una palla da baseball.
Per lanciare le granate più lontano fu sviluppata la granata da fucile. Questa necessitava di un fucile modificato con una cartuccia a salve per lanciare la granata. Questi fucili erano spesso fissati permanentemente in supporti di legno e non venivano usati per sparare proiettili. Fu fatto anche uso di catapulte, sia fabbricate che improvvisate, anche se a volte venivano sostituite nelle trincee da piccoli mortai.

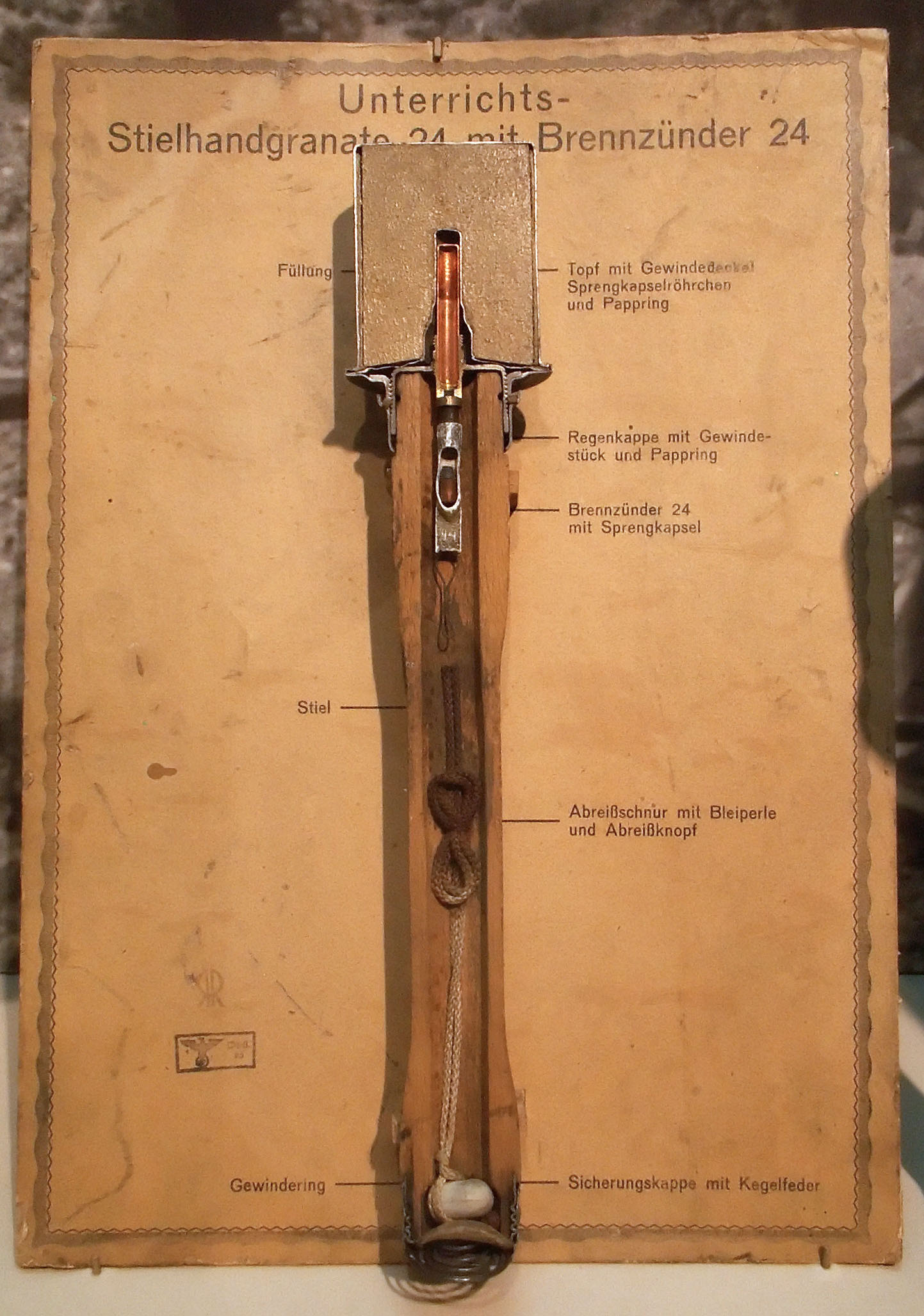
Sezione della Stielhandgranate Model 24.

Parallelamente alle granate Mills e alle sue simili controparti, i tedeschi svilupparono quelle che sarebbero poi diventate note col nome di Stielhandgranate 24. Questa bomba a mano aveva una carica esplosiva chiusa in un cilindro metallico montato su un manico di legno. Tale semplice design continuò ad evolversi tra la prima e la seconda guerra mondiale, con la granata Modello 43 (conosciuta popolarmente come la "schiacciapatate") divenuta una delle armi portatili tedesche più riconoscibili.
La bomba Molotov è una granata improvvisata preparata con una bottiglia di vetro riempita con benzina (o petrolio) accesa da un pezzo incendiato di tessuto quando la bottiglia si frantuma contro il bersaglio. La bomba Molotov ha ricevuto il suo nome durante la Guerra d'inverno del 1939, ma era già in uso. Il nome viene da come le chiamarono le truppe finlandesi durante la guerra Russo-Finnica. Fu chiamata così dal nome dell'ex-ministro degli esteri sovietico Vyacheslav Molotov che i Finlandesi ritenevano essere il responsabile della guerra.

## Descrizione
La loro tipica struttura è formata da un corpo (in materiali che variano dal ferro alla plastica) che contiene la carica (esplosiva o meno) e il detonatore e da una sicura, che spesso è un anello chiamato spoletta.
Una granata è essenzialmente una piccola bomba, e funziona in modo simile ad un semplice petardo. Un petardo è fatto con un corpo di carta riempito di polvere da sparo e con una piccola miccia. Una volta accesa, la miccia brucia fino alla polvere e fa esplodere il corpo di carta. Nelle granate moderne la miccia è accesa da un dispositivo interno piuttosto che da una fiamma esterna.
Le granate hanno le seguenti parti principali:
- Il corpo che contiene l'esplosivo e, in alcune granate, causa anche la frammentazione (granata a frammentazione);
- Il riempitivo, la sostanza chimica o esplosiva che ne determina l'uso e le caratteristiche;
- L'innesco che permette alla granata di funzionare bruciando o detonando il riempitivo.

## Caratteristiche
Le granate sono fabbricate in diverse forme e dimensioni e per diversi scopi. La maggior parte sono progettate per esplodere proiettando schegge, come parti affilate del guscio, o materiale incendiario.
Alcune, come le granate fumogene, bruciano semplicemente, rilasciando fumo colorato per coprire, marcare o segnalare.
Le bombe a mano condividono alcune caratteristiche, quali:
- Distanza breve di utilizzo;
- Raggio mortale effettivo contenuto;
- Scoppio ritardato, per permetterne il lancio in sicurezza;
- Involucro rigido, assieme al precedentemente menzionato elemento ritardante, permette alla granata di rimbalzare su superfici dure, come i muri, prima di detonare.

L'esplosione da esse generata può essere semplice (cosiddetta concussion blast), o sprigionare una serie di frammenti (bomba a frammentazione); inoltre ne esistono anche di tipo incendiario e fumogeno.

## Impiego

Dimostrazione dell'uso di una Stielhandgranate (bomba a mano col manico) tedesca, una granata ad alto potenziale con innesco a tempo, Paesi Bassi, 1946

Una classica bomba a mano ha un manico o una leva di sicurezza (spesso chiamata in slang "spoon", cucchiaio) ed una spoletta di sicurezza rimovibile che trattiene il manico. Alcuni tipi di granate hanno anche un gancio di sicurezza per trattenere ulteriormente la leva.
Per usare una granata il soldato la afferra fermamente con la sua mano dominante, assicurandosi che la leva di sicurezza sia tenuta in posizione dal pollice. I soldati mancini vengono avvisati di girare la granata, assicurandosi che il pollice sia il dito che tenga la leva di sicurezza in loco. L'anello della spoletta viene poi afferrato con il dito indice o medio dell'altra mano che lo rimuove tirandolo e girandolo. La granata viene allora lanciata contro il bersaglio e viene raccomandato un lancio con il braccio alto. I soldati vengono addestrati a lanciare granate in piedi, da prono a in piedi, in ginocchio, da prono a inginocchiato, da posizioni prone alternate e con lanci dal basso o dal fianco. Se la granata viene lanciata stando in piedi, il lanciatore deve immediatamente trovare riparo o stendersi se non ci sono ripari vicini.
Una volta che la granata è stata lanciata, la leva di sicurezza viene rilasciata e il percussore la lancia via mentre ruota per accendere l'innesco. L'innesco esplode ed accende la miccia (a volte chiamata elemento ritardante), la miccia brucia e attiva il detonatore che fa esplodere la carica principale.
Quando si usa una granata antiuomo, l'obiettivo è fare esplodere la granata in modo da avere il bersaglio nel suo raggio efficace. Per la M67, usata da diverse nazioni NATO, la zona di effetto mortale è un raggio di 5 metri, mentre vengono provocate ferite gravi nel raggio di 15 metri circa. I frammenti possono volare anche fino a 230 metri.
"Cooking off" è un termine che si riferisce al trattenere intenzionalmente una granata, armata dopo che la sicura è stata tirata e la leva rilasciata, per ridurre il tempo che intercorre tra il lancio e la detonazione. Questa tecnica viene usata per ridurre la possibilità che il nemico prenda copertura o lanci indietro la granata. Viene anche usata per permettere alla granata di esplodere in aria su posizioni difensive. Questa tecnica è però molto pericolosa, perché le micce variano da granata a granata. A causa di questo i Marine statunitensi descrivono il cooking-off come l'"ultima tecnica da preferire", raccomandando un "lancio forte e rimbalzante" per evitare che il nemico rilanci una granata.
Una chiamata viene di solito data quando si lancia una granata, per avvertire gli alleati. Alcuni gridi, come "granata!" o "fire in the hole" (letteralmente "fuoco nel buco") vengono usati quando una granata è stata lanciata dal nemico; in ogni caso lo scopo è avvertire i compagni affinché possano proteggersi.

Nei bunker (ad esempio quelli del Vallo Alpino) esistevano delle apposite caditoie dove venivano rilasciate le bombe, per poter danneggiare il nemico giunto alle soglie dell'opera di difesa.
Le granate vengono spesso usate nei campi per costruire trappole, usando una qualche azione compiuta dal bersaglio designato (come aprire una porta o accendere un'auto) per attivare la granata. Queste trappole basate su granate sono facili da costruire sul campo usando i materiali trovati. La tecnica più semplice consiste nell'incastrare la granata in un punto stretto così che la leva di sicurezza non venga via togliendo la sicura. Un filo viene poi teso dalla granata ad un altro oggetto stazionario. Quando un soldato inciampa nel filo, la granata viene estratta dal punto in cui è incastrata, la leva viene rilasciata e la granata scoppia.
Un'altra tecnica consiste nel togliere la sicura tenendo però fissato il manico con un elastico, per poi nascondere la bomba in una capanna di legno. Quando il nemico dà fuoco alla capanna l'elastico si scioglie, facendo saltare la leva di sicurezza, innescando così la granata. Questa tecnica chiamata "bomba ad elastico" era usata dai vietcong, e poteva anche essere usata mettendo la "bomba ad elastico" nel serbatoio di un veicolo, così la benzina avrebbe corroso l'elastico, innescando la granata.
Trappole abbandonate e granate abbandonate contribuiscono al problema delle armi inesplose. L'uso delle granate attivate da un filo (assieme alle mine terrestri in genere) è bandito dal trattato di Ottawa, e viene trattato come crimine di guerra quando viene ratificato.
La Repubblica popolare cinese, gli Stati Uniti e la Russia non hanno firmato il trattato nonostante la pressione internazionale, citando bisogni di autodifesa. Gli Stati Uniti sono, tuttavia, firmatari del Protocollo sulle Proibizioni o Restrizioni del 1996 sull'uso delle mine, trappole e altri dispositivi. Tale protocollo limita l'uso delle mine a regioni o situazioni dove le aree minate sono conosciute, chiaramente segnalate e l'accesso ad esse è controllato per minimizzare le vittime civili. Nel firmare il protocollo del 1996, gli Stati Uniti hanno dichiarato che le 'mine' definite nel trattato non sono le trappole fatte con filo e granate.

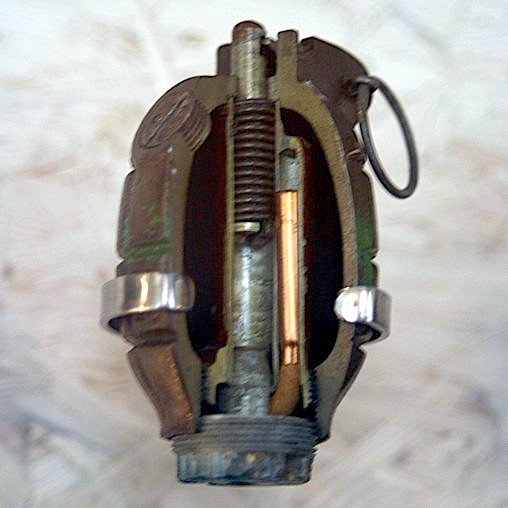
Sezione di una bomba di Mills.

Le classiche bombe ad ananas, come la granata Mills, usavano la polvere da sparo e gusci in ghisa, i quali (in teoria) si dovevano frammentare lungo punti deliberatamente deboli, anche se la lavorazione della superficie della granata era volta ad avere una ferma presa sulla stessa. In pratica, i solchi esterni praticati sulla superficie dimostrarono di avere un effetto limitato se non nullo sulla dimensione e la forma dei frammenti formati.
Sono state fatte anche granate che rilasciano fumo, gas lacrimogeno ed altri, oltre a granate luminose. Le Forze speciali spesso usano granate stordenti per disorientare le persone durante le irruzioni.
Le forme di alcune granate erano pensate per poterle lanciare più lontano. La Stielhandgranate tedesca aveva un lungo manico in legno che ne aumentava la gittata del cinquanta percento. Tale granata veniva accesa da un acciarino a frizione nella sua testa, attivabile tirando una corda che passava all'interno del manico vuoto. Immediatamente prima di lanciare la granata, il soldato tirava un piccolo anello collegato alla corda interna. Questo attivava la miccia a tempo che accendeva il detonatore dopo un ritardo.

## Tipi di granate

### Per innesco

#### Granate a tempo
Le granate a tempo sono attualmente le più usate e presentano un innesco costituito da una corta miccia la quale accende direttamente la carica esplosiva o fa esplodere un piccolo detonatore, il quale fa poi detonare la carica principale. Questo tipo di miccia può presentare alcuni problemi, ad esempio se non impermeabilizzata può inumidirsi e non funzionare. In alcuni casi la scintilla per accendere la miccia può invece innescare direttamente la carica principale o il detonatore facendo quindi esplodere immediatamente la bomba. Infine alcune micce, specialmente nei modelli più vecchi, lasciano dietro a sé una scia di fumo (o durante la notte una traccia luminosa) indicando la posizione dell'utilizzatore, e la miccia che brucia produce un sibilo che può essere udibile.

#### Granate a percussione
Le granate con funzionamento a percussione, al contrario delle altre che sono a tempo, funzionano istantaneamente quando impattano con il bersaglio. Un esempio molto famoso in Italia è la SRCM Mod. 35, che per oltre settant'anni ha fatto parte dell'equipaggiamento base delle forze armate italiane. Essa risale agli anni trenta del XX secolo, è di limitata potenza ed esplode quando tocca terra.
Altro esempio di granata a percussione è la No. 82 grenade di fabbricazione britannica.
Le granate a tempo sono comunque spesso preferite a quelle a percussione perché hanno un sistema di detonazione molto più sicuro e robusto.

### Per tipo

#### Granate a frammentazione
La granata a frammentazione, conosciuta anche come frag grenade (dall'inglese fragmentation grenade) è un'arma da lancio letale progettata per danneggiare o distruggere il proprio bersaglio con schegge di metallo. Il corpo di questa granata dalla forma solitamente ovoidale è costruito in plastica dura contenente sfere di acciaio o in metallo che produce letali schegge. Spesso con la parola granata si intende nello specifico una granata a frammentazione. Questa granata è classificata come granata difensiva poiché il raggio d'azione è maggiore della gittata massima, permettendo il lancio sicuro solo se il soldato possiede un riparo abbastanza resistente.
La granata Mills oppure la granata F1 sono esempi di granata difensiva dove il raggio mortale di 30-45 metri è superiore ai circa 30 metri a cui possono essere ragionevolmente lanciate.
Le granate a frammentazione moderne sono generalmente offensive, come la M67 di fabbricazione statunitense, hanno un raggio di pericolo di 15 metri (la metà rispetto alle granate vecchio stile che si possono ancora incontrare) e possono essere lanciate a circa 40 metri. I frammenti possono viaggiare a più di 200 metri.
Un esempio di granata a frammentazione improvvisata è il tubo bomba.

#### Bomba a mano ad alto esplosivo
La bomba a mano ad alto esplosivo, detta anche dirompente (cosiddetta HE grenade) sono progettate per danneggiare il bersaglio con la sovrappressione generata dalla sola esplosione della sua carica interna. Comparata alla granata a frammentazione, la quantità di esplosivo è solitamente maggiore: infatti il guscio è molto più sottile e progettato per frammentarsi il meno possibile.

La sovrappressione prodotta da questa granata quando viene usata in aree chiuse è più grande di quella prodotta dalle granate a frammentazione, quindi in tali aree questo tipo di granata è più efficace.
Le granate dirompenti, di solito, sono classificate come offensive perché il loro raggio mortale è più piccolo della distanza a cui possono essere lanciate.
Esempio di tale tipologia è la granata MK3 che ha il corpo in cartone catramato ed è piena di trinitrotoluene.

#### Bombe a mano incendiarie
Le granate incendiarie producono fiamme e quindi calore facendo uso di reazioni chimiche.
Queste granate si suddividono in due tipologie:
- a dispersione di sostanze chimiche (fosforo bianco, napalm);
- a combustione (termate e termite).

Le granate al fosforo bianco, chiamate dai militari WP (Willy Pete), possono essere usate come granate incendiarie. Il fosforo bianco non ha bisogno di un vero e proprio innesco dato che s'incendia spontaneamente in aria, ma questi ordigni in genere hanno una piccola carica esplosiva che provvede alla rottura dell'involucro dell'ordigno stesso, disperdendo ed incendiando contemporaneamente il fosforo bianco, che brucia ad una temperatura di 2800 °C. Sia questo tipo di granate che quelle al termate producono gravi danni da ustioni: uno schizzo di fosforo bianco che brucia può attraversare la pelle e danneggiare il tessuto sottocutaneo come i nervi, i muscoli e altro ancora, in quanto la sua combustione può essere fermata solo dalla mancanza di ossigeno o dalla scomposizione del fosforo tramite sostanze chimiche. Il fosforo bianco è anche altamente tossico per l'organismo umano: se ingerito ne bastano dai 50 ai 100 mg perché sia letale.
Le granate alla termate e alla termite hanno una forma simile a quella di una granata fumogena e contengono da 600 a 800 g di termate o di termite (utilizzata durante la seconda guerra mondiale per gli stessi scopi). Il funzionamento e la combustione di questo tipo di granata avvengono a temperature molto alte, intorno ai 2200 °C, e permettono di sciogliere parti metalliche di un obiettivo o di un oggetto. Queste granate (come la famosa AN-M14) sono usate in guerra per distruggere o rendere inutilizzabili parti di artiglieria, munizioni e veicoli o equipaggiamenti.
Un esempio di granata incendiaria improvvisata è la bomba Molotov.

#### Bombe a mano fumogene
Le granate fumogene sono granate che nel loro funzionamento mediante la combustione di miscele piriche (fumogeni), o mediante la combinazione di sostanze chimiche che si combinano con l'umidità atmosferica (nebbioggeni), producono fumo.
Ne esistono di due tipi:
- Fumogeni, solitamente con fumo colorato sono visibili sia dall'alto che da terra;
- Nebbiogeni, che producono grandi volumi di fumo per coprire i movimenti delle unità.

Il corpo principale è costruito con "fogli" di metallo sottile con fori di emissione sulla sommità e/o sul fondo che permettono la fuoriuscita del fumo, nel caso dei fumogeni e nei nebbiogeni con una piccola carica esplosiva interna, che contribuisce a rompere l'involucro e disperdere l'agente nebbiogeno facendolo combinare con l'umidità atmosferica.
Le granate fumogene contengono in genere 250-300 grammi di una mistura che produce fumo colorato, costituita solitamente a base di esacloroetano ed altre sostanze coloranti.
Le granate nebbiogene, invece, contengono misture anidride solforica e cloridrina solforica che, tra l'altro, risulta essere la miscela più impiegata. Sono state inoltre impiegate miscele con pentacloruro di antimonio, il tetracloruro di stagno, di silicio, di titanio ed il tricloruro di arsenico (tutti questi composti agiscono perché facilmente idrolizzabili dall'umidità atmosferica).
L'uso dei nebbiogeni è quasi totalmente scomparso mentre sono attualmente esclusivamente usate le miscele colorate a base di HC (Esacloretano).

#### Bombe a mano antisommossa, a gas per il controllo della folla
Le granate che espellono gas vengono usate raramente per disperdere grossi gruppi, a causa del rischio di generare panico. Le granate vengono invece usate per creare barriere di gas lacrimogeno per dirigere i movimenti della folla, o per proteggere gli agenti di polizia che rischiano di essere schiacciati. Come eccezione, il gas lacrimogeno potrebbe essere usato per disperdere una folla che circonda un piccolo gruppo.
Similarmente le granate a gas non vengono usate spesso per costringere i criminali ad uscire dal loro nascondiglio a causa del rischio di intossicazione nelle zone chiuse, anche se i gruppi SWAT usano a volte granate a gas CS per facilitare l'arresto di un sospetto armato, specialmente se non ci sono spettatori nell'area. Questo tipo di utilizzo viene spesso usato in una zona dove diversi sospetti hanno molti nascondigli, poiché l'uso di altri tipi di granate distraenti sarebbe limitato.
Le granate lacrimogene sono simili alle granate fumogene in termini di forma e funzionamento. Nei lacrimogeni il riempitivo è generalmente composto da 80-120 grammi di gas CS combinato con una composizione pirotecnica che brucia generando un aerosol di fumo carico di CS. Questo causa una grossa irritazione agli occhi e, se respirato, al naso e alla gola. A volte viene usato il gas CR anziché il CS.

#### Bombe a mano antisommossa stordenti
Le granate stordenti, anche chiamate NFDDs ("Noise and Flash Diversionary Devices", dispositivi diversivi rumorosi e luminosi), granate "flash & bang", o flashbang, furono originariamente progettate per i SAS britannici come incapacitante. Le granate stordenti sono usate per confondere, disorientare o distrarre una potenziale minaccia. Questo tipo di granata può degradare seriamente l'efficacia in combattimento del personale colpito fino ad un minuto. L'esempio meglio conosciuto è la granata stordente M84, che produce una luce accecante (6-8 milioni di candele) ed un rumore assordante (170-180 dB). Questa granata può essere usata per inabilitare temporaneamente le persone, generalmente, senza causare alcuna ferita. Le procedure standard per gli SWAT di Los Angeles prevedono che gli agenti lancino i flashbang vicino al punto di entrata. Questo perché tutta l'attenzione sarà diretta alla porta una volta che viene sfondata e rilasciare tali granate vicino a questo punto alza le probabilità che un sospetto venga pienamente colpito dal dispositivo.
Il lampo luminoso attiva momentaneamente tutte le cellule fotosensibili della retina, rendendo la visione impossibile per circa cinque secondi fino a che il cervello non riporta la retina al suo stato originale non stimolato. I soggetti colpiti dai flashbang dicono di aver visto un singolo fotogramma durante i cinque secondi (come se la loro vista fosse stata "messa in pausa"). Questo perché le cellule sensibili che sono state attivate continuano ad inviare la stessa informazione al cervello, che la traduce nella stessa immagine, fino a che non tornano nella condizione di riposo. Il botto incredibilmente forte emesso dalla granata contribuisce alle sue proprietà incapacitanti disturbando il fluido nei canali semicircolari dell'orecchio e con esso il senso dell'equilibrio.
Dopo la detonazione, l'assemblaggio innesco/corpo della granata rimane intatto e non produce alcuna frammentazione. Il corpo è un tubo esagonale di acciaio con fori lungo i lati che permettono la combustione delle miscele che provocano il lampo di luce e il botto. Sono fatte in questo modo per evitare ferimenti da schegge, ma è possibile ustionarsi, e a volte ci sono ferite provocate dalle proprietà concussive della detonazione. Il riempitivo consiste in circa 4,5 grammi di mistura pirotecnica metallo-ossidante di magnesio e Perclorato d'ammonio o perclorato di potassio.

#### Granate antisommossa non letali, a urto
Queste granate a urto sono basate sul disegno della granata a frammentazione, ma costruite usando due sfere di gomma dura. Nella sfera più piccola sono collocati una piccola carica esplosiva, l'innesco e il detonatore. Lo spazio tra le due sfere viene poi riempito con molte piccole sfere di gomma dura. Alla detonazione, l'obiettivo viene inabilitato dalla forza d'urto dei proiettili. Il vantaggio nell'uso delle granate a urto viene dal fatto che il soggetto viene molto spesso inabilitato, rimane senza respiro o, almeno, viene spostato dalla sua copertura.
Alcuni tipi hanno un carico addizionale di agenti antisommossa, come il gas CS o CN o CNS.
I vantaggi rispetto alle flashbang sono:
- La tattica "tappa e chiudi", cioè chiudere gli occhi e tapparsi le orecchie, per evitare di subire l'effetto del flashbang, è inutile.
- I bersagli non devono necessariamente guardare la granata per subirne il pieno effetto.
- Le granate a urto fanno cadere o accucciare il bersaglio per il dolore, inabilitandolo.

Questo rende le granate a urto ideali per contenere piccoli gruppi di prigionieri ribelli, per procurare una opportunità di tiro quando un sospetto si nasconde o per permettere ai gruppi SWAT di ripulire piccole stanze.
Uno svantaggio nel loro uso è che non si è certi di inabilitare il bersaglio e sono quindi pericolose da usare se il soggetto è armato. Le granate a urto si affidano alle reazioni del corpo sottoposto a stimoli come dolore e trauma da impatto piuttosto che bloccare i sensi. Una persona con sufficiente forza si può concentrare abbastanza da ignorare i colpi subiti da una granata a urto, mentre una granata stordente colpirebbe fisicamente la vista e il senso di orientamento. Il raggio efficace di una granata a urto è limitato confronto a quello della granata stordente.

#### Bomba a mano anticarro

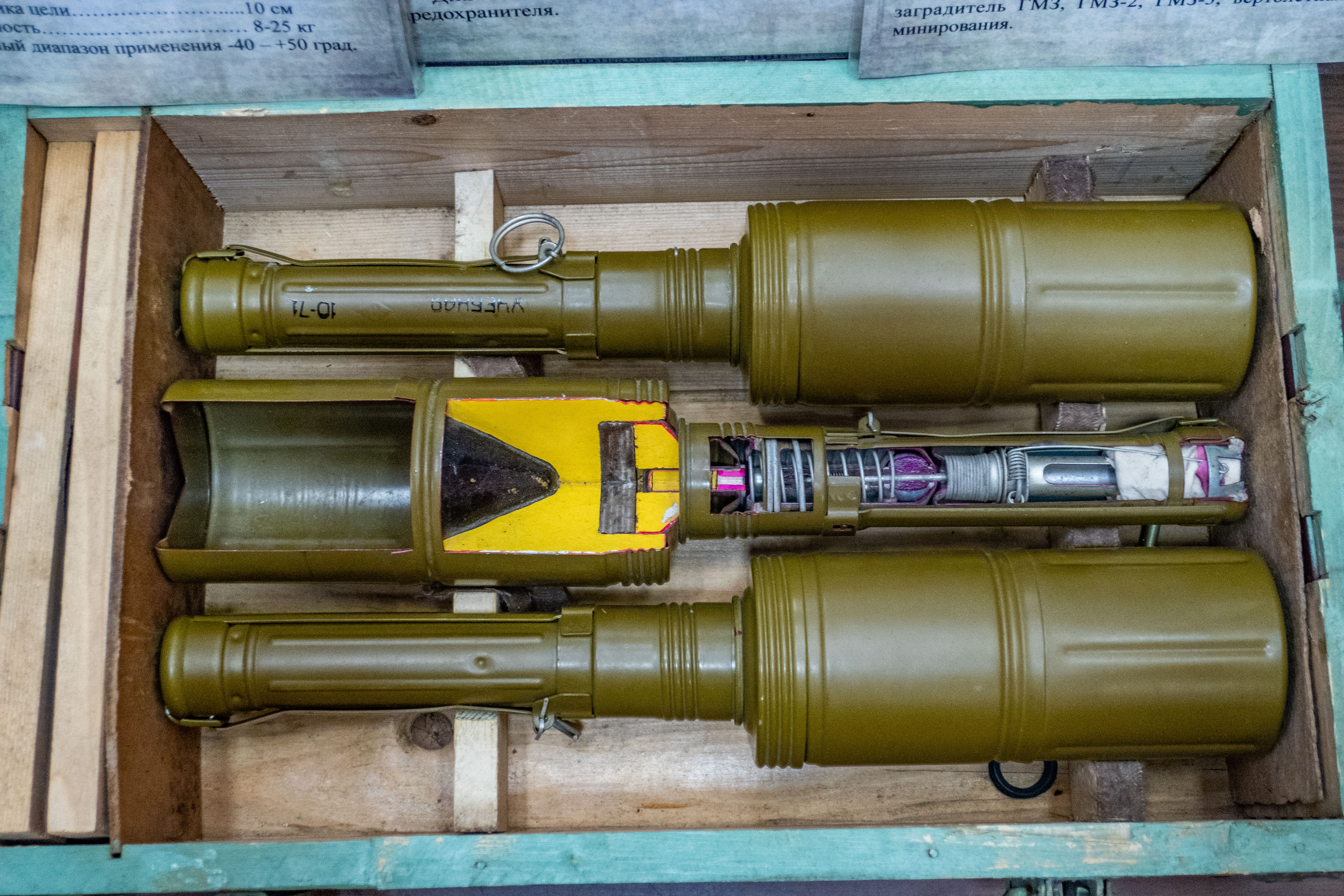
Granate a mano anticarro a carica cava modello RKG-3. L'esemplare al centro è sezionato a scopo espositivo.

Le bombe a mano anticarro sono granate create appositamente per danneggiare o distruggere un mezzo blindato, un autoveicolo o un bunker o altri tipi di fortificazione, principalmente tramite la penetrazione della corazza. Questa è ottenuta per esplosione a impatto della granata con essa e con un giusto angolo per avere un effetto ottimale di perforazione, mediante diversi ed ingegnosi accorgimenti, il più comune dei quali è l'apertura in caduta di un piccolo paracadute, che mantiene direzionata la testa della granata, con l'obiettivo di toccare la corazza del mezzo e/o bunker orizzontalmente, con un angolo pressoché retto, rendendo la penetrazione ottimale, certa e devastante; per le granate anticarro più datate o rudimentali, tale sistema è assente e la penetrazione può avvenire solo con cariche esplosive estremamente potenti e/o contro blindature leggere.
Durante la prima ed all'inizio della seconda guerra mondiale, quando i carri armati superavano le trincee, per cercare di fermarli o danneggiarli, venivano usati dispositivi improvvisati fabbricati di solito mettendo molte granate a frammentazione dentro un sacco o lanciandole assieme, nella speranza di distruggere un cingolo del carro. Verso la metà del secondo conflitto, con l'esteso impiego delle unità corazzate, divenne imperativo dare la possibilità alla truppe di fanteria sul campo di contrastare i carri armati, anche se le ridotte distanze di impiego ne rendevano l'uso molto pericoloso. L'Italia impiegò la Breda Mod. 35, la Breda Mod. 42 e la Tipo L, tutte ad alto esplosivo ma non a carica cava; la Germania adottò la Panzerwurfmine, a carica cava, capace di perforare 76 mm di acciaio omogeneo; l'URSS impiegò l'RPG40 e 43, la seconda a carica cava. La Gran Bretagna mise in campo la prima bomba a mano anticarro durante la seconda guerra mondiale, la N°74 ST, popolarmente conosciuta come bomba appiccicosa; la carica principale di nitroglicerina era contenuta in una sfera coperta di adesivo e venne prodotta in grandi quantità in previsione dell'invasione tedesca. Tuttavia si rivelò molto pericolosa per chi la usava, e fu relegata all'uso della Guardia Reale britannica.
Le bombe a mano anticarro attualmente più diffuse ed impiegate, anche nei conflitti a bassa intensità, sono i modelli russi, principalmente l'RKG-3 e 3M e tutti i suoi cloni, come la jugoslava BRK M79. Esse contengono da 340 a 500 grammi di esplosivo ad alto potenziale e sono in grado di perforare circa 250 mm di corazza di acciaio omogeneo.
Attualmente le granate anticarro propriamente dette sono considerate armi pressoché obsolete, infatti le armi anticarro portatili sono ormai quasi esclusivamente auto-propulse (razzi o missili).

Tuttavia, nei conflitti recenti, specialmente nella Guerra in Iraq, l'impiego della bomba a mano anticarro RKG-3 è ripreso al servizio degli insorti, che le utilizzavano soprattutto contro gli Humvee statunitensi e contro tutti i veicoli ruotati e cingolati della Coalizione.

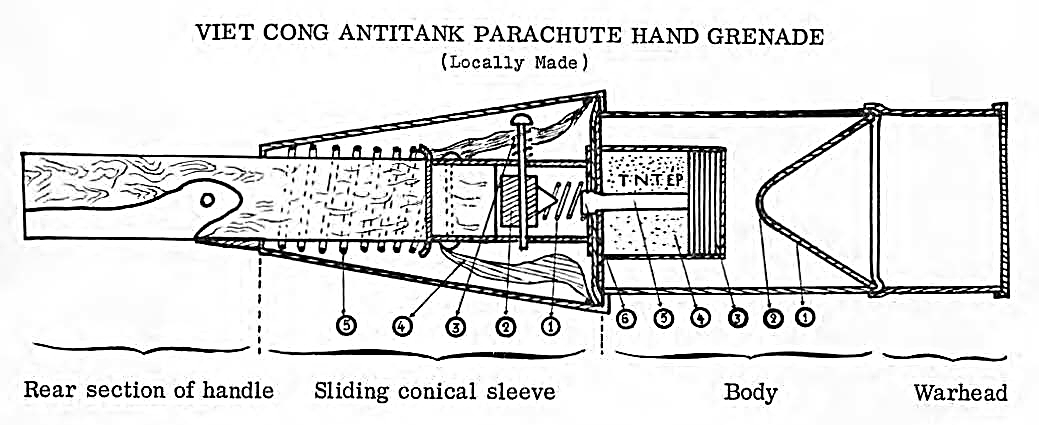
Granata a mano anticarro a carica cava costruita artigianalmente dai Viet Cong.

Alcuni attori non statali – organizzazioni clandestine guerrigliere o terroristiche – sono stati in grado di improvvisate granate a mano anticarro a carica cava. Un esempio è costituito da una granata a mano anticarro costruita dai Viet Cong durante la Guerra del Vietnam, classificata dall'intelligence statunitense con il nome "Viet Cong Antitank Parachute Hand Grenade (Locally Made)". Un altro esempio è costituito da una granata a mano anticarro costruita dal Provisional Irish Republican Army (PIRA), chiamata "Improvised Anti-Armour Grenade (IAAG)".

## Granate come ornamenti

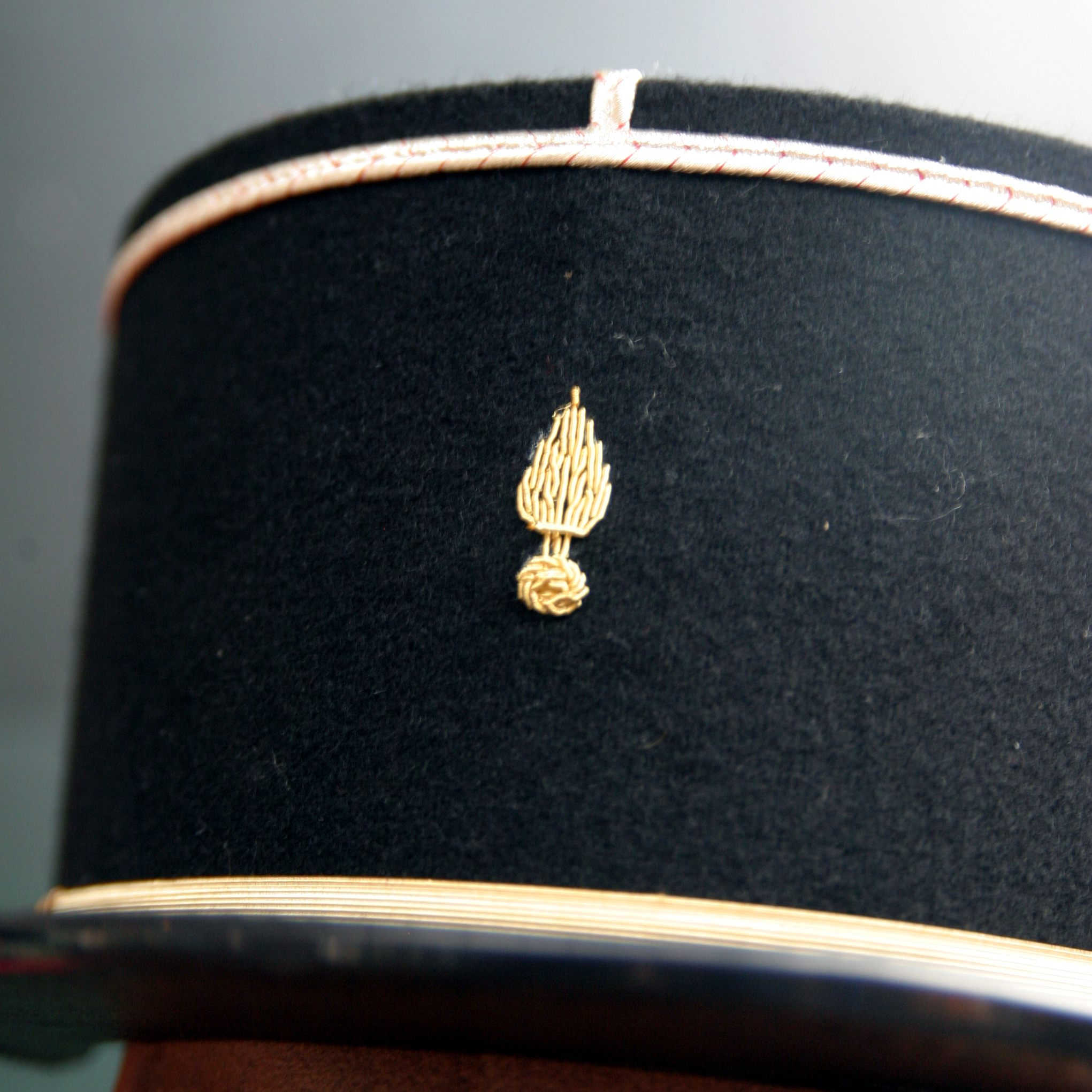
Granata su un kepi dell'Esercito francese.

Immagini stilizzate delle prime granate, con una fiamma che ne esce, vengono usate come ornamenti sulle uniformi militari, ad esempio in Francia (specialmente dalla gendarmeria e dalla Legione straniera francese riconoscibile dalla fiamma a sette punte), in Italia nell'Esercito è presente nei fregi di quasi tutte le armi e specialità fanteria, granatieri, bersaglieri, carristi, artiglieria, cavalleria, genio, Carabinieri e Guardia di Finanza.
La guardia britannica dei granatieri prese il proprio nome e simbolo di granata accesa dall'aver respinto un attacco di granatieri francesi durante la Battaglia di Waterloo.
La bandiera delle Forze Terrestri Russe e i corpi di artiglieria statunitensi usano questo simbolo.